# Southwest Nemzeti Park

A Délnyugati Nemzeti Park fekvése Tasmanián belül

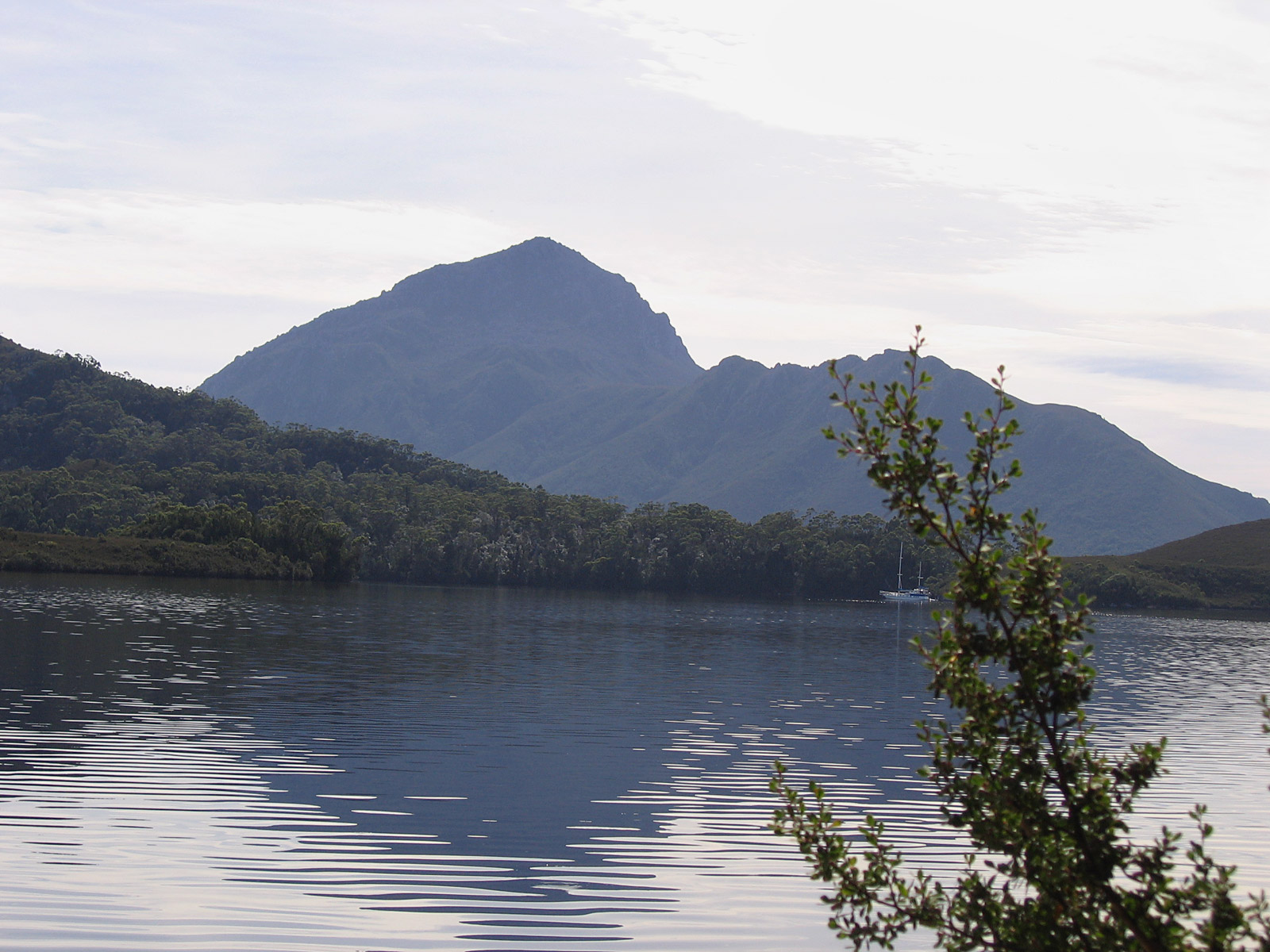
A Rugby-hegy a Bathurst Harbour partjainál

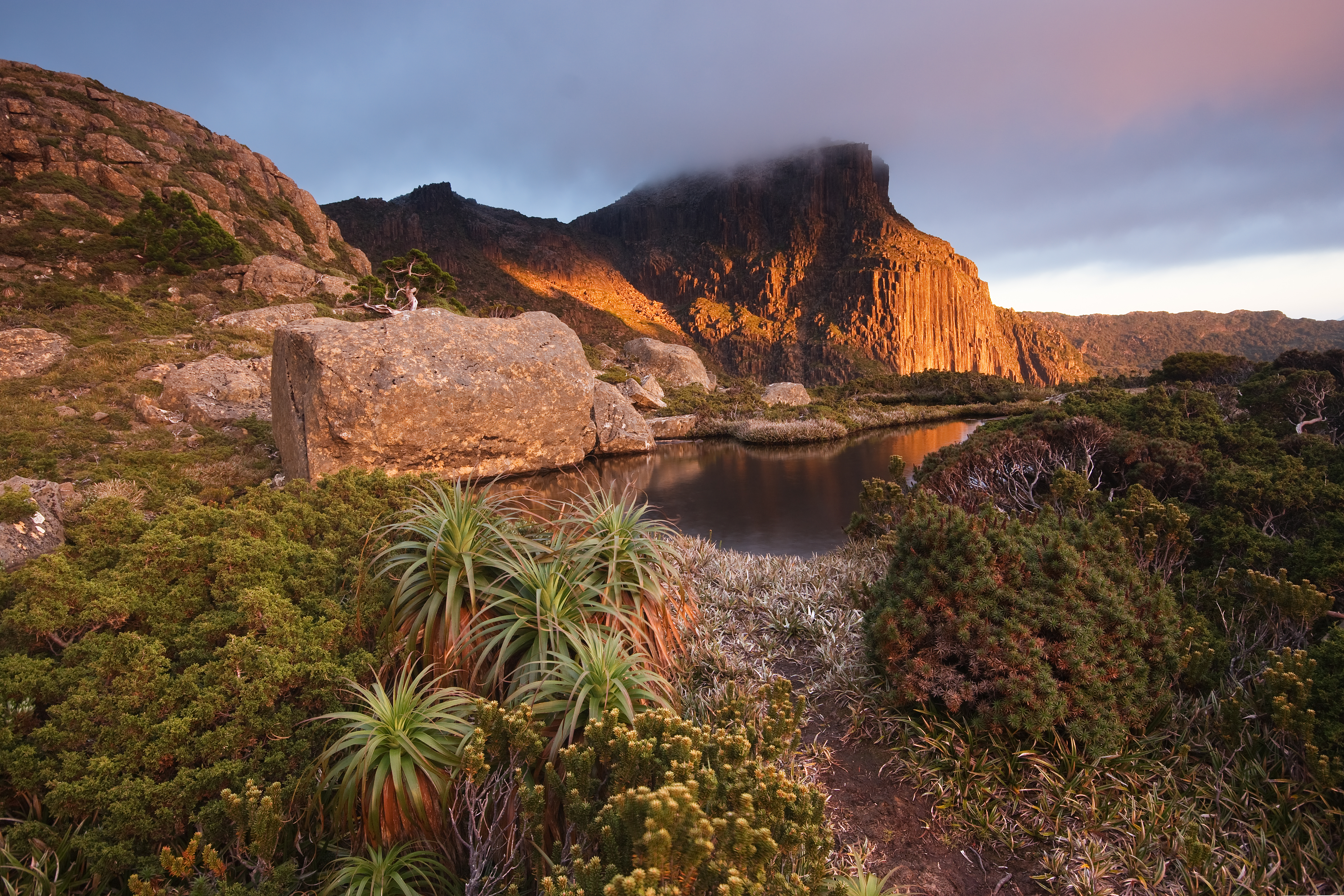
Mount Anne

A Délnyugati Nemzeti Park (angolul Southwest National Park) Tasmania délnyugati részén található nemzeti park Ausztráliában. Keleti határa 93 km-re nyugatra található Hobarttól, nyugatról és délről pedig az Indiai-óceán határolja. Ez a nemzeti park lefedi Tasmania Délnyugati vadonja (South West Wilderness) nagy részét.
A Délnyugati Nemzeti Park 6052 km² területet fed le és része a világörökségi területet képező tasmán vadonnak.
A park nevezetes romlatlan vadonjáról és érintetlenségéről, míg nagyon változékony és gyakran rideg időjárás jellemzi. A terület nagy része emberek által érintetlen, bár vannak arra bizonyítékok, hogy a tasmán őslakók legalább 25 000 évig látogatták, és a 19. században időnként az európai telepesek is behatoltak a park területére. Mindezek ellenére nagyon kevés állandó emberi lakhelyet alakítottak ki, és csupán minimálisan befolyásolták a természetes környezetet.
A park magját 1955-ben hozták létre Pedder-tavi Nemzeti Park (angolul Lake Pedder National Park) néven, a következő 35 évben fokozatosan bővítették, majd átnevezték. Végső méretét 1990-ben érte el.
A terület egyetlen útja Strathgordon városhoz vezet, ahol vízerőmű is van. A park déli és nyugati része közúton elérhetetlen; kizárólag gyalog, hajóval vagy könnyű repülőgéppel közelíthető meg.
A kis község, Melaleuca a park délnyugati csücskében egy leszállópályát és néhány alapvető szolgáltatást nyújt, leginkább a National Parks Service, a nemzeti parkokat felügyelő szolgálat céljaira. Itt van a veszélyeztetett aranyhasú papagáj nyári tenyészterülete.
A parkot két gyalogút szeli át:
- az egyik délről, a Pedder-tótól Melaleucáig vezet;
- a másik Cockle Creektől nyugatra Tasmania déli partja mentén, Melaleucába.

A gyalogutak általában tapasztaltabb túrázóknak ajánlhatók, a két útvonal végiggyaloglása tíz-tizennégy napot vesz igénybe; Melaleucából, illetve Melaleucába repülve az út megfelezhető. A turistáknak egynapos kirándulásokat is szerveznek. Vannak nehezebb útvonalak is; ezeken eljuthatunk a keleti és nyugati Arthur-hegyvonulatokra, a Precipitous Bluffhoz, a Délnyugati-fokhoz és a Federation Peakre (ezt tartják Ausztrália legveszélyesebb és legnehezebb gyalogútvonalának). Ezen útvonalak legtöbbje nem ajánlott tapasztalatlanoknak vagy egyedül túrázóknak. A terület a tenger felől legjobban Port Davey-n vagy Bathurst Harbourön keresztül közelíthető meg.

## Fordítás
- Ez a szócikk részben vagy egészben a  Southwest National Park című angol Wikipédia-szócikk ezen változatának fordításán alapul.  Az eredeti cikk szerkesztőit annak laptörténete sorolja fel. Ez a jelzés csupán a megfogalmazás eredetét és a szerzői jogokat jelzi, nem szolgál a cikkben szereplő információk forrásmegjelöléseként.